# 효원고등학교
효원고등학교(孝園高等學校)는 대한민국 경기도 수원시 영통구 매탄동에 위치한 공립 고등학교이다.

## 학교 연혁
- 1987년 1월 16일 : 효원고등학교 설립 승인 인가(10학급)
- 1988년 3월 1일 : 효원고등학교 개교
- 1988년 3월 1일 : 제1대 조동현 교장 취임
- 1988년 3월 5일 : 제1회 신입생 입학식(남 453명, 여 114명)
- 1988년 10월 15일 : 개교기념행사(개교기념일)
- 1991년 2월 8일 : 제1회 졸업식 (남 446명, 여 112명 계 558명)
- 1993년 1월 11일 : 학년당 12학급 인가(남 8학급, 여 4학급)
- 2024년 1월 18일 : 제34회 졸업식(남 142명, 여 159명) 총 18,498명
- 2024년 3월 1일 : 제13대 임호연 교장 부임
- 2024년 3월 4일 : 제37회 입학식(남 165명, 여 187명)

## 참고 자료
- 효원고등학교 - 한국교육학술정보원 학교알리미